# Ahaxe-Alciette-Bascassan
Ahaxe-Alciette-Bascassan (baskisch Ahatsa-Altzieta-Bazkazane) ist eine französische Gemeinde mit 262 Einwohnern (Stand 1. Januar 2022) im Département Pyrénées-Atlantiques in der Region Nouvelle-Aquitaine (vor 2016: Aquitanien). Sie gehört zum Arrondissement Bayonne und zum Kanton Montagne Basque (bis 2015: Saint-Jean-Pied-de-Port).
Die Gemeinde ist Teil des Pays de Cize in Nieder-Navarra. Ortsteile sind: Ahaxachilo, Ahaxamendy, Ahaxe, Alciette, Bascassan, Bastida, Dorrea, Garatehegi, Gastelua, Idioinea und Kapila.
Nachbargemeinden sind: Bussunarits-Sarrasquette im Norden, Saint-Jean-le-Vieux im Nordwesten, Aincille im Westen, Estérençuby und Lecumberry im Süden.

## Geschichte
Der Ortsname Ahaxe trat in der Vergangenheit auf als: Hatce (1167), Assa, Aassa und Hassa (1249), Ahatxa (1300), Ahaxa (1302), Haxa und Ahaxe (1304), Axa (1309), Hatxa (1350), Hadssa (1366), Ahtxe (1703), Sanctus Julianus d’Ahaxe (1757).
Der Ortsname Alciette trat in der Vergangenheit auf als: La Grange d’Alsuete (1302), Alçueta (1305), Alçuete und Alçueta (1350), Alchuete (1387), Alzueta (1513), Alçueta (1621), Alsiette (1667).
Der Ortsname Bascassan trat in der Vergangenheit auf als: Bascaçen (1292), Bascacen (1350), Bazcacen (1366), Basquacen (1413), Bazcacen (1513), Vazcazen und Vazaçan (1621).
Der Ortsname Garatehegi trat in der Vergangenheit auf als: Garatteguy (1518), Garatéhéguy (1708), Garatéguy (1863).
Ahaxe, Alciette und Bascassan wurden am 11. Juni 1842 zu einer Gemeinde zusammengelegt.

## Wappen
Das Wappen ist geviert. Das erste und vierte Feld ist in Blau, mit drei (2/1) silbernen Jakobsmuscheln, und Gold, mit drei roten Balken, gespalten. Das zweite Feld in Rot zeigt drei silberne Muscheln, die von einem silbernen Dornenbord umgeben sind. Im dritten Feld sind zwei rote, durch einen Dornenschrägrechtsbalken getrennte Muscheln abgebildet.

## Bevölkerungsentwicklung
- 1962: 344
- 1968: 335
- 1975: 307
- 1982: 265
- 1990: 263
- 1999: 320
- 2006: 298

## Sehenswürdigkeiten
- Dolmen von Buluntza

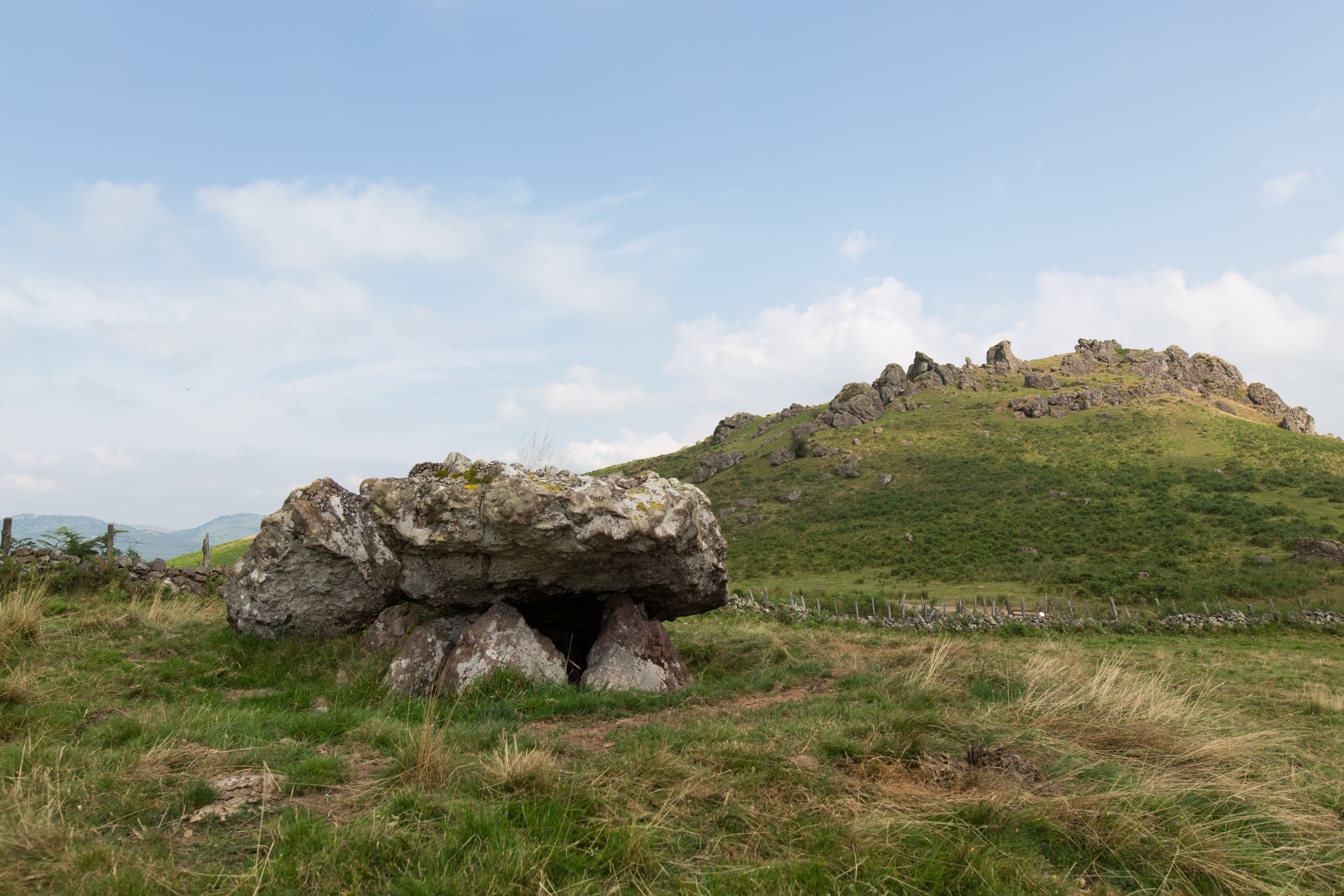
Dolmen von Buluntza

- Festung Château Saint-Julien (12. Jahrhundert)
- Maison Kapila und die Höfe Gohonetxea und Idioinea (17. Jahrhundert)
- Ehemalige Benoiterie (Pfarrwache) von Bascassan (Monument historique)
- Kirche Saint-André-de-Bascassan (17. Jahrhundert)
- Kirche Saint-Julien d’Antioche in Ahaxe
- Kirche Saint-Sauveur-d’Alciette (12.–17. Jahrhundert)
- Kirche Saint-André de Bascassan, (12./17. Jahrhundert)
- Stèles discoïdales von Ahaxe

Stelen von Ahaxe
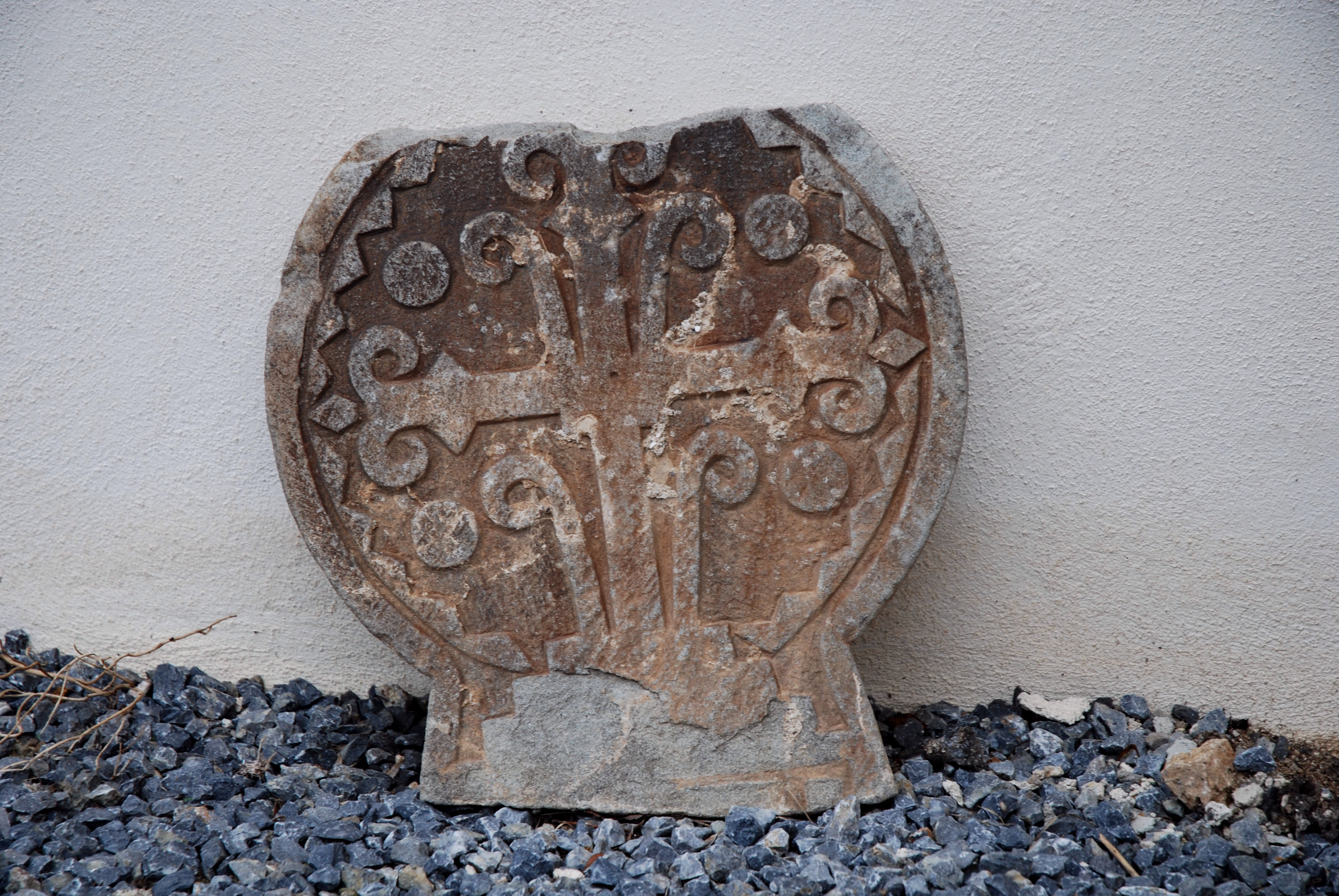
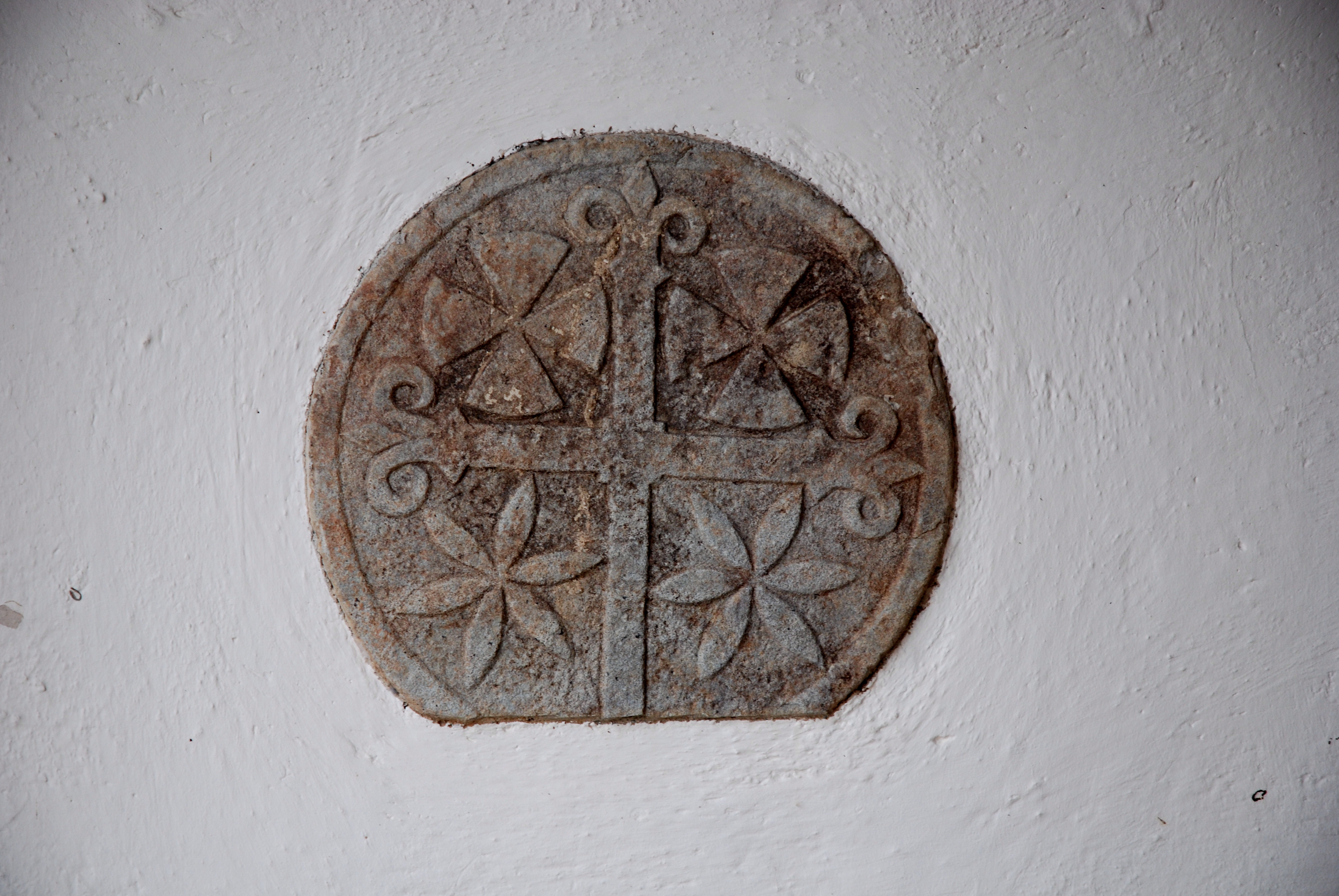
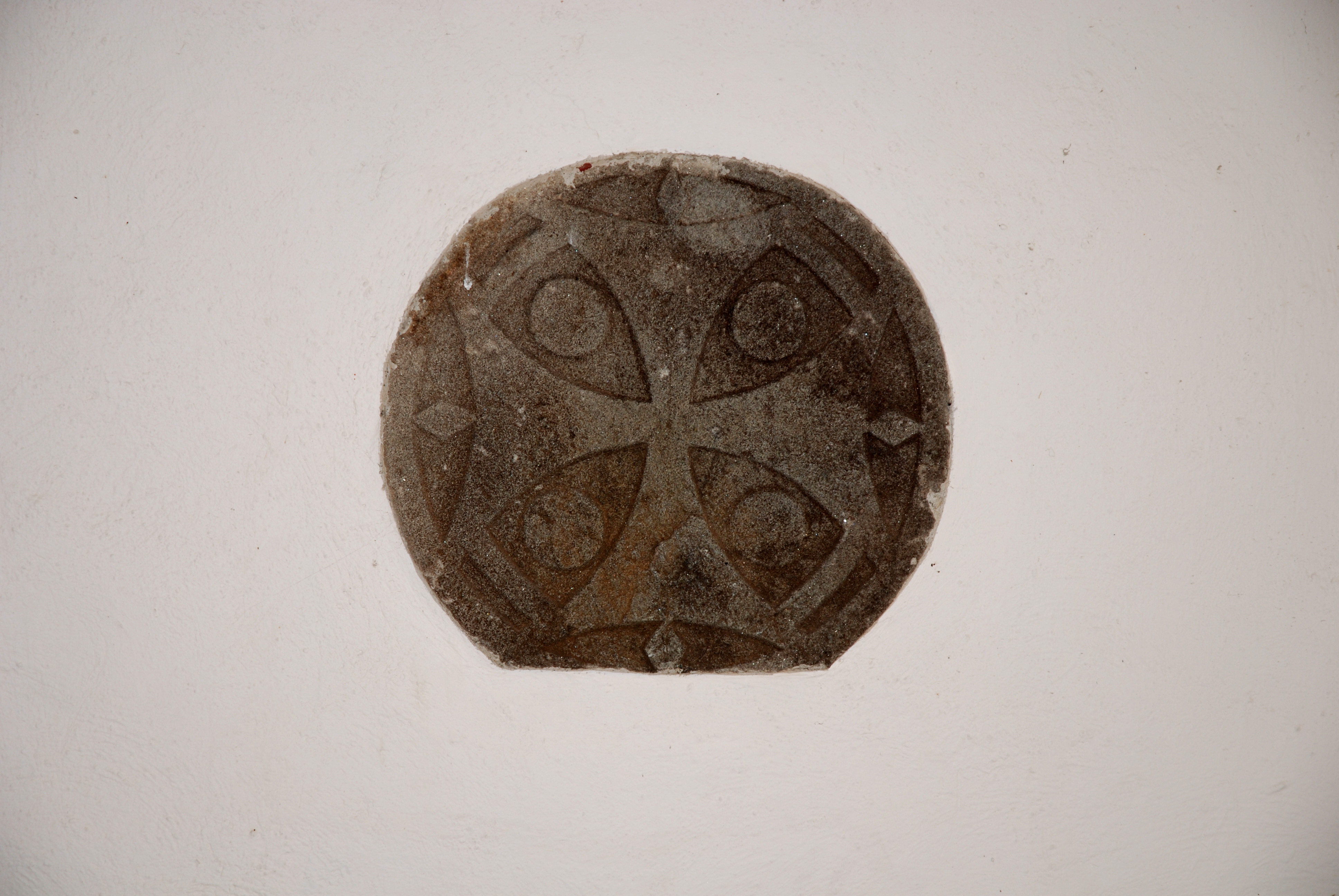